# Héctor Baldassi

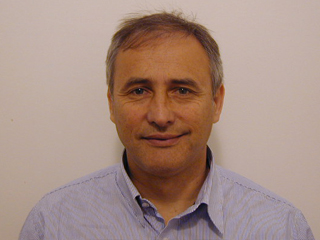
Héctor Baldassi

Héctor Walter Baldassi (* 5. Januar 1966 in Río Ceballos, Córdoba) ist ein argentinischer internationaler Fußballschiedsrichter.
Sein erstes argentinisches Erstligaspiel leitete er 1998 und nur zwei Jahre später debütierte er international. Baldassi, dessen Spitzname La Coneja (spanisch für Die Häsin) lautet, leitete einige Spiele in CONMEBOL-Vereinswettbewerben, darunter das Finalspiel der Copa Libertadores 2008. Er nahm an einigen internationalen Wettbewerben teil, darunter der Copa America 2004 und den Olympischen Spielen 2008 in Peking. Er wurde für die U20-WM 2007 nominiert, aber später abgesetzt, weil einer seiner Assistenten die medizinischen Tests nicht bestanden hatte.
Er wurde für die WM 2010 ausgewählt.

## Einsätze bei der Fußball-Weltmeisterschaft 2010 in Südafrika
- Gruppe D – 13. Juni 2010, 16:00 Uhr:  Serbien –  Ghana 0:1 (0:0)
- Gruppe E – 19. Juni 2010, 13:30 Uhr:  Niederlande –  Japan 1:0 (0:0)
- Gruppe H – 25. Juni 2010, 20:30 Uhr:  Schweiz –  Honduras 0:0
- Achtelfinale – 29. Juni 2010, 20:30 Uhr:  Spanien –  Portugal 1:0 (0:0)